# Liste der Fußballspiele zwischen Holstein Kiel und dem Hamburger SV
In der Liste der Fußballspiele zwischen Holstein Kiel und dem Hamburger SV sind alle Begegnungen zwischen den Herrenmannschaften der zwei norddeutschen Fußballvereine Holstein Kiel und dem Hamburger SV aufgelistet. Die meisten der bislang 80 Pflichtspiele (Stand: Juni 2024) wurden während der gemeinsamen Spielzeiten von 1918 bis 1963 ausgespielt. Von 1963 bis 2018 trafen beide Vereine aufgrund des Klassenunterschiedes zumeist entweder in Freundschaftsspielen oder einmal im DFB-Pokal aufeinander.
Die Gesamtbilanz aller Spiele lautet nach 133 Begegnungen: 30 Holstein-Siege, 24 Unentschieden, 79 HSV-Erfolge (Stand: September 2024). Die erste Begegnung fand am 15. Oktober 1919 in Kiel statt.

## Beschreibung
Die Städte Kiel und Hamburg trennt eine Entfernung von rund 97 Kilometern. Genau wie die Spiele zwischen dem SV Werder Bremen und dem HSV, zwischen dem FC St. Pauli und dem VfB Lübeck oder zwischen Werder und dem VfL Wolfsburg gelten Partien zwischen Holstein Kiel und dem Hamburger SV als Nordderby.

## Hintergründe und Geschichte
Die Partien zwischen der Kieler SV Holstein und dem HSV gehören auf Seiten der Kieler zu den wichtigen Partien. Dies verdeutlicht der bis heute gültige Zuschauerrekord im Holstein-Stadion. Am 23. März 1951 pilgerten 30.000 Zuschauer zum Nordderby (damals/veraltet auch Nordmarkschlager genannt) und sahen ein 3:3 (1:2).
Obwohl durch den von 1963 bis 2018 bestehenden Klassenunterschied zwischen der KSV Holstein und dem HSV keine prägnante gegenseitige Rivalität vorhanden ist, genießt ein Spiel gegen den HSV bei Fans und Kennern von Holstein Kiel einen hohen Stellenwert. Schon von Beginn an galt die Partie in der Zwischenkriegszeit als das Spitzenspiel im Norddeutschen Fußball. Dies belegt die Tatsache, dass beide Mannschaften sich alle norddeutschen Titel (Meister und Pokal) von 1921 bis 1933 teilten (HSV 11 Titel, KSV 6 Titel). In der Nachkriegszeit setzte sich der HSV immer deutlicher durch und die Wege beider Vereine trennten sich mit Gründung der Bundesliga 1963. Der Hamburger SV spielte von 1963 bis zum Abstieg 2018 in der 1. Bundesliga, während Holstein Kiel zwischen der zweiten und der vierten Liga pendelte.
Spiele zwischen beiden Clubs fanden in der Folgezeit fast nur als Freundschaftsspiele statt. Erst in der Saison 2007/08 trafen beide Vereine im DFB-Pokal in der ersten Runde wieder in einem Pflichtspiel aufeinander, als der damalige Oberligist Holstein Kiel – sie waren zuvor aus der Regionalliga abgestiegen – den UEFA-Pokalteilnehmer HSV im Holstein-Stadion empfing. Das Spiel gewannen die Gäste um Rafael van der Vaart mit 5:0. In der Saison 2018/19 kam es erstmals seit Einführung des Profifußballs in Deutschland zu Ligaspielen zwischen den ersten Mannschaften beider Vereine. Die erste Begegnung am 3. August 2018 vor der Derby-Rekordkulisse von 57.000 Zuschauern im Hamburger Volksparkstadion endete mit einem 3:0-Auswärtssieg für Holstein Kiel. Dies war gleichzeitig der erste Pflichtspielsieg der Kieler gegen die Hamburger seit März 1962. Der HSV verpasste zum Ende der Saison als Tabellenvierter den Aufstieg, woraufhin weitere Zweitligaspiele dieser traditionsreichen Partie folgten. Holstein Kiel blieb bis September 2022 ungeschlagen, ehe sie dann im Kieler Holstein-Stadion mit 2:3 verloren und somit erstmals seit 1962 in einem Punktspiel dem HSV unterlagen.
Zur Saison 2024/25 schaffte die KSV Holstein den Aufstieg in die Bundesliga, während der HSV in der 2. Bundesliga verblieb. Erstmals spielt Holstein Kiel damit seit der ersten Begegnung im Jahre 1919 klassenhöher als der Hamburger SV. In der Aufstiegssaison gewannen die Kieler beide Partien: im Hinspiel am 11. November 2023 im Holstein-Stadion kam es zu einem 4:2-Erfolg der Gastgeber, im Rückspiel im ausverkauften Volksparkstadion vor 57.000 Zuschauern – darunter 6.500 mitgereiste Holstein-Fans – siegten die Kieler mit 1:0.
Holstein Kiel stieg in seiner Premierensaison 2024/25 im Fußball-Oberhaus direkt wieder ab, während der HSV derweil in die Bundesliga aufstieg und somit nach sieben Jahren wieder in das Oberhaus zurückkehrte. 
In der Saison 2018/19 kam es erstmals zu Pflichtspielen der zweiten Mannschaften beider Vereine in der Regionalliga Nord. In der Saison 2024/2025 stieg die zweite Mannschaft von Holstein Kiel aus der Regionalliga Nord ab.
Auch die Freundschaft zwischen den Fans des HSV und des VfB Lübeck, dem Erzrivalen von Holstein Kiel, trägt zum brisanten Verhältnis zwischen Holstein Kiel und dem Hamburger SV bei.

## Legende
Hinweise zur Nutzung der einzelnen Tabellen
- Saison: Gibt die Saison der Spielaustragung an
- Wettbewerb: Nennt den Wettbewerb, in dem beide Mannschaften aufeinandertrafen.
- Paarung: Die zuerst genannte Mannschaft hat Heimrecht.
- Ergebnis: Nennt den Ausgang der Partie aus Sicht der Heimmannschaft. Die Zahlen in Klammern bedeuten den Halbzeitstand; „n.V.“ bedeutet „nach Verlängerung“.
- Sieger: Zeigt anhand des Vereinswappens, welche Mannschaft aus der Begegnung siegreich hervorging. Offene Felder zeigen ein Unentschieden an.
- Zuschauer: Gibt die offiziell angegebene Zuschauerzahl an (wenn bekannt).

## Übersicht der Spiele

### Spiele in der Norddeutschen Endrunde von 1919 bis 1933
| Saison  | Wettbewerb                               | Paarung                      | Ergebnis | Sieger | Zuschauer |
| ------- | ---------------------------------------- | ---------------------------- | -------- | ------ | --------- |
| 1920/21 | Nordkreismeisterschaft                   | Holstein Kiel : Hamburger SV | 1:1      |        | ?         |
| 1920/21 | Nordkreismeisterschaft                   | Hamburger SV : Holstein Kiel | 3:1      |        | ?         |
| 1921/22 | Norddeutsche Endrunde                    | Hamburger SV : Holstein Kiel | 3:2      |        | ?         |
| 1922/23 | Finale Norddeutsche Endrunde             | Hamburger SV : Holstein Kiel | 2:0      |        | ?         |
| 1923/24 | Siegerstaffel Norddeutsche Endrunde      | Hamburger SV : Holstein Kiel | 6:1      |        | ?         |
| 1924/25 | Siegerstaffel Norddeutsche Endrunde      | Holstein Kiel : Hamburger SV | 1:1      |        | ?         |
| 1925/26 | Siegerstaffel Norddeutsche Endrunde      | Hamburger SV : Holstein Kiel | 1:1      |        | 16.000    |
| 1926/27 | Siegerstaffel Norddeutsche Endrunde      | Holstein Kiel : Hamburger SV | 1:0      |        | ?         |
| 1927/28 | Siegerstaffel Norddeutsche Endrunde      | Hamburger SV : Holstein Kiel | 2:1      |        | ?         |
| 1928/29 | Runde der Zehn                           | Hamburger SV : Holstein Kiel | 5:1      |        | ?         |
| 1928/29 | Siegerstaffel Norddeutsche Endrunde      | Hamburger SV : Holstein Kiel | 3:1      |        | ?         |
| 1928/29 | Entscheidungsrunde Norddeutsche Endrunde | Holstein Kiel : Hamburger SV | 2:4      |        | ?         |
| 1929/30 | Siegerstaffel Norddeutsche Endrunde      | Hamburger SV : Holstein Kiel | 1:1      |        | ?         |
| 1930/31 | Siegerstaffel Norddeutsche Endrunde      | Hamburger SV : Holstein Kiel | 4:2      |        | ?         |
| 1931/32 | Siegerstaffel Norddeutsche Endrunde      | Hamburger SV : Holstein Kiel | 8:1      |        | ?         |
| 1932/33 | Siegerstaffel Norddeutsche Endrunde      | Hamburger SV : Holstein Kiel | 3:0      |        | ?         |

### Spiele in der Gauliga Nordmark von 1933 bis 1942
| Saison  | Wettbewerb       | Paarung                      | Ergebnis | Sieger | Zuschauer |
| ------- | ---------------- | ---------------------------- | -------- | ------ | --------- |
| 1933/34 | Gauliga Nordmark | Holstein Kiel : Hamburger SV | 6:2      |        | 6.000     |
| 1933/34 | Gauliga Nordmark | Hamburger SV : Holstein Kiel | 1:3      |        | ?         |
| 1934/35 | Gauliga Nordmark | Holstein Kiel : Hamburger SV | 2:4      |        | ?         |
| 1934/35 | Gauliga Nordmark | Hamburger SV : Holstein Kiel | 2:1      |        | ?         |
| 1935/36 | Gauliga Nordmark | Holstein Kiel : Hamburger SV | 3:6      |        | ?         |
| 1935/36 | Gauliga Nordmark | Hamburger SV : Holstein Kiel | 6:1      |        | ?         |
| 1936/37 | Gauliga Nordmark | Holstein Kiel : Hamburger SV | 3:0      |        | 8.000     |
| 1936/37 | Gauliga Nordmark | Hamburger SV : Holstein Kiel | 1:0      |        | ?         |
| 1937/38 | Gauliga Nordmark | Holstein Kiel : Hamburger SV | 2:4      |        | ?         |
| 1937/38 | Gauliga Nordmark | Hamburger SV : Holstein Kiel | 4:1      |        | ?         |
| 1938/39 | Gauliga Nordmark | Holstein Kiel : Hamburger SV | 3:3      |        | ?         |
| 1938/39 | Gauliga Nordmark | Hamburger SV : Holstein Kiel | 3:3      |        | ?         |
| 1940/41 | Gauliga Nordmark | Holstein Kiel : Hamburger SV | 2:3      |        | ?         |
| 1940/41 | Gauliga Nordmark | Hamburger SV : Holstein Kiel | 8:1      |        | ?         |
| 1941/42 | Gauliga Nordmark | Holstein Kiel : Hamburger SV | 1:3      |        | ?         |
| 1941/42 | Gauliga Nordmark | Hamburger SV : Holstein Kiel | 4:3      |        | ?         |

### Spiele in der erstklassigen Oberliga Nord von 1947 bis 1963
| Saison  | Wettbewerb    | Paarung                      | Ergebnis | Sieger | Zuschauer |
| ------- | ------------- | ---------------------------- | -------- | ------ | --------- |
| 1947/48 | Oberliga Nord | Holstein Kiel : Hamburger SV | 0:7      |        | 15.000    |
| 1947/48 | Oberliga Nord | Hamburger SV : Holstein Kiel | 5:0      |        | 20.000    |
| 1949/50 | Oberliga Nord | Holstein Kiel : Hamburger SV | 1:2      |        | 12.000    |
| 1949/50 | Oberliga Nord | Hamburger SV : Holstein Kiel | 4:2      |        | 18.000    |
| 1950/51 | Oberliga Nord | Hamburger SV : Holstein Kiel | 4:1      |        | 08.000    |
| 1950/51 | Oberliga Nord | Holstein Kiel : Hamburger SV | 3:3      |        | 30.000    |
| 1951/52 | Oberliga Nord | Holstein Kiel : Hamburger SV | 0:4      |        | 25.000    |
| 1951/52 | Oberliga Nord | Hamburger SV : Holstein Kiel | 4:1      |        | 12.000    |
| 1952/53 | Oberliga Nord | Hamburger SV : Holstein Kiel | 0000:5   |        | 18.000    |
| 1952/53 | Oberliga Nord | Holstein Kiel : Hamburger SV | 3:1      |        | 28.000    |
| 1953/54 | Oberliga Nord | Holstein Kiel : Hamburger SV | 1:3      |        | 10.000    |
| 1953/54 | Oberliga Nord | Hamburger SV : Holstein Kiel | 8:1      |        | 10.000    |
| 1954/55 | Oberliga Nord | Hamburger SV : Holstein Kiel | 6:2      |        | 12.000    |
| 1954/55 | Oberliga Nord | Holstein Kiel : Hamburger SV | 2:4      |        | 16.000    |
| 1955/56 | Oberliga Nord | Holstein Kiel : Hamburger SV | 0:1      |        | 22.000    |
| 1955/56 | Oberliga Nord | Hamburger SV : Holstein Kiel | 1:2      |        | 09.000    |
| 1956/57 | Oberliga Nord | Hamburger SV : Holstein Kiel | 5:0      |        | 25.000    |
| 1956/57 | Oberliga Nord | Holstein Kiel : Hamburger SV | 0:2      |        | 27.000    |
| 1957/58 | Oberliga Nord | Holstein Kiel : Hamburger SV | 2:0      |        | 20.000    |
| 1957/58 | Oberliga Nord | Hamburger SV : Holstein Kiel | 1:0      |        | 14.000    |
| 1958/59 | Oberliga Nord | Hamburger SV : Holstein Kiel | 2:1      |        | 16.000    |
| 1958/59 | Oberliga Nord | Holstein Kiel : Hamburger SV | 3:4      |        | 16.000    |
| 1959/60 | Oberliga Nord | Holstein Kiel : Hamburger SV | 1:2      |        | 21.000    |
| 1959/60 | Oberliga Nord | Hamburger SV : Holstein Kiel | 10:20    |        | 12.000    |
| 1960/61 | Oberliga Nord | Holstein Kiel : Hamburger SV | 1:0      |        | 10.000    |
| 1960/61 | Oberliga Nord | Hamburger SV : Holstein Kiel | 1:0      |        | 06.000    |
| 1961/62 | Oberliga Nord | Holstein Kiel : Hamburger SV | 2:6      |        | 22.000    |
| 1961/62 | Oberliga Nord | Hamburger SV : Holstein Kiel | 1:2      |        | 07.000    |
| 1962/63 | Oberliga Nord | Hamburger SV : Holstein Kiel | 3:2      |        | 14.000    |
| 1962/63 | Oberliga Nord | Holstein Kiel : Hamburger SV | 1:1      |        | 17.000    |

### Spiele in der 2. Bundesliga seit 1974
| Saison  | Wettbewerb            | Paarung                      | Ergebnis | Sieger | Zuschauer |
| ------- | --------------------- | ---------------------------- | -------- | ------ | --------- |
| 2018/19 | 2. Fußball-Bundesliga | Hamburger SV : Holstein Kiel | 0:3      |        | 57.000    |
| 2018/19 | 2. Fußball-Bundesliga | Holstein Kiel : Hamburger SV | 3:1      |        | 10.073    |
| 2019/20 | 2. Fußball-Bundesliga | Holstein Kiel : Hamburger SV | 1:1      |        | 15.034    |
| 2019/20 | 2. Fußball-Bundesliga | Hamburger SV : Holstein Kiel | 3:3      |        | 0         |
| 2020/21 | 2. Fußball-Bundesliga | Holstein Kiel : Hamburger SV | 1:1      |        | 0         |
| 2020/21 | 2. Fußball-Bundesliga | Hamburger SV : Holstein Kiel | 1:1      |        | 0         |
| 2021/22 | 2. Fußball-Bundesliga | Hamburger SV : Holstein Kiel | 1:1      |        | 39.543    |
| 2021/22 | 2. Fußball-Bundesliga | Holstein Kiel : Hamburger SV | 1:0      |        | 15.034    |
| 2022/23 | 2. Fußball-Bundesliga | Holstein Kiel : Hamburger SV | 2:3      |        | 15.034    |
| 2022/23 | 2. Fußball-Bundesliga | Hamburger SV : Holstein Kiel | 0:0      |        | 57.000    |
| 2023/24 | 2. Fußball-Bundesliga | Holstein Kiel : Hamburger SV | 4:2      |        | 15.034    |
| 2023/24 | 2. Fußball-Bundesliga | Hamburger SV : Holstein Kiel | 0:1      |        | 57.000    |

### Spiele im Tschammerpokal/DFB-Pokal seit 1935
| Saison  | Wettbewerb                      | Paarung                      | Ergebnis | Sieger | Zuschauer |
| ------- | ------------------------------- | ---------------------------- | -------- | ------ | --------- |
| 1941    | 1. Hauptrunde im Tschammerpokal | Holstein Kiel : Hamburger SV | 2:1      |        | 06.000    |
| 2007/08 | 1. Runde im DFB-Pokal           | Holstein Kiel : Hamburger SV | 0:5      |        | 11.386    |

### Spiele im NFV-Pokal von 1924 bis 1927 und 1952 bis 1973
| Saison | Wettbewerb              | Paarung                      | Ergebnis | Sieger | Zuschauer |
| ------ | ----------------------- | ---------------------------- | -------- | ------ | --------- |
| 1926   | Finale NFV-Pokal        | Hamburger SV : Holstein Kiel | 3:1      |        | ?         |
| 1954   | Finale NFV-Pokal        | Hamburger SV : Holstein Kiel | 3:2      |        | 12.000    |
| 1955   | Viertelfinale NFV-Pokal | Hamburger SV : Holstein Kiel | 8:2      |        | 12.000    |
| 1956   | Finale NFV-Pokal        | Hamburger SV : Holstein Kiel | 3:1      |        | 12.000    |

### Freundschaftsspiele seit 1919
| Saison  | Wettbewerb         | Paarung                      | Ergebnis | Sieger | Zuschauer |
| ------- | ------------------ | ---------------------------- | -------- | ------ | --------- |
| 1919/20 | Freundschaftsspiel | Holstein Kiel : Hamburger SV | 04:1     |        | ?         |
| 1919/20 | Freundschaftsspiel | Holstein Kiel : Hamburger SV | 1:1      |        | ?         |
| 1922/23 | Freundschaftsspiel | Hamburger SV : Holstein Kiel | 3:1      |        | ?         |
| 1923/24 | Freundschaftsspiel | Holstein Kiel : Hamburger SV | 2:0      |        | ?         |
| 1923/24 | Freundschaftsspiel | Hamburger SV : Holstein Kiel | 1:1      |        | ?         |
| 1924/25 | Freundschaftsspiel | Hamburger SV : Holstein Kiel | 3:2      |        | ?         |
| 1924/25 | Freundschaftsspiel | Hamburger SV : Holstein Kiel | 2:2      |        | ?         |
| 1925/26 | Freundschaftsspiel | Holstein Kiel : Hamburger SV | 2:2      |        | ?         |
| 1925/26 | Freundschaftsspiel | Hamburger SV : Holstein Kiel | 1:3      |        | ?         |
| 1925/26 | Freundschaftsspiel | Hamburger SV : Holstein Kiel | 3:1      |        | ?         |
| 1927/28 | Freundschaftsspiel | Holstein Kiel : Hamburger SV | 3:4      |        | ?         |
| 1927/28 | Freundschaftsspiel | Hamburger SV : Holstein Kiel | 3:2      |        | ?         |
| 1929/30 | Freundschaftsspiel | Holstein Kiel : Hamburger SV | 6:3      |        | ?         |
| 1929/30 | Freundschaftsspiel | Hamburger SV : Holstein Kiel | 3:2      |        | ?         |
| 1930/31 | Freundschaftsspiel | Holstein Kiel : Hamburger SV | 1:3      |        | ?         |
| 1930/31 | Freundschaftsspiel | Hamburger SV : Holstein Kiel | 3:2      |        | ?         |
| 1930/31 | Freundschaftsspiel | Hamburger SV : Holstein Kiel | 2:4      |        | ?         |
| 1931/32 | Freundschaftsspiel | Holstein Kiel : Hamburger SV | 4:1      |        | ?         |
| 1931/32 | Freundschaftsspiel | Hamburger SV : Holstein Kiel | 2:3      |        | ?         |
| 1931/32 | Freundschaftsspiel | Hamburger SV : Holstein Kiel | 6:2      |        | ?         |
| 1932/33 | Freundschaftsspiel | Holstein Kiel : Hamburger SV | 3:1      |        | ?         |
| 1932/33 | Freundschaftsspiel | Hamburger SV : Holstein Kiel | 3:2      |        | ?         |
| 1933/34 | Freundschaftsspiel | Hamburger SV : Holstein Kiel | 0:1      |        | ?         |
| 1935/36 | Freundschaftsspiel | Hamburger SV : Holstein Kiel | 3:3      |        | ?         |
| 1936/37 | Freundschaftsspiel | Hamburger SV : Holstein Kiel | 0:3      |        | ?         |
| 1939/40 | Freundschaftsspiel | Holstein Kiel : Hamburger SV | 2:3      |        | ?         |
| 1939/40 | Freundschaftsspiel | Hamburger SV : Holstein Kiel | 7:1      |        | ?         |
| 1942/43 | Freundschaftsspiel | Holstein Kiel : Hamburger SV | 0001:1   |        | ?         |
| 1943/44 | Freundschaftsspiel | Holstein Kiel : Hamburger SV | 2:3      |        | ?         |
| 1943/44 | Freundschaftsspiel | Hamburger SV : Holstein Kiel | 1:1      |        | ?         |
| 1943/44 | Freundschaftsspiel | Hamburger SV : Holstein Kiel | 2:1      |        | ?         |
| 1945/46 | Freundschaftsspiel | Holstein Kiel : Hamburger SV | 0003:2   |        | ?         |
| 1945/46 | Freundschaftsspiel | Hamburger SV : Holstein Kiel | 0006:1   |        | ?         |
| 1946/47 | Freundschaftsspiel | Holstein Kiel : Hamburger SV | 0004:5   |        | ?         |
| 1948/49 | Freundschaftsspiel | Holstein Kiel : Hamburger SV | 0004:1   |        | ?         |
| 1948/49 | Freundschaftsspiel | Hamburger SV : Holstein Kiel | 0008:1   |        | ?         |
| 1950/51 | Freundschaftsspiel | Hamburger SV : Holstein Kiel | 5:1      |        | ?         |
| 1964/65 | Freundschaftsspiel | Holstein Kiel : Hamburger SV | 0000:7   |        | ?         |
| 1969/70 | Freundschaftsspiel | Holstein Kiel : Hamburger SV | 0:0      |        | ?         |
| 1969/70 | Freundschaftsspiel | Holstein Kiel : Hamburger SV | 3:5      |        | ?         |
| 1970/71 | Freundschaftsspiel | Holstein Kiel : Hamburger SV | 1:5      |        | ?         |
| 1971/72 | Freundschaftsspiel | Holstein Kiel : Hamburger SV | 2:5      |        | ?         |
| 1972/73 | Freundschaftsspiel | Holstein Kiel : Hamburger SV | 0:5      |        | ?         |
| 1973/74 | Freundschaftsspiel | Holstein Kiel : Hamburger SV | 0:1      |        | ?         |
| 1979/80 | Freundschaftsspiel | Holstein Kiel : Hamburger SV | 2:2      |        | ?         |
| 1980/81 | Freundschaftsspiel | Holstein Kiel : Hamburger SV | 0:2      |        | ?         |
| 1983/84 | Freundschaftsspiel | Holstein Kiel : Hamburger SV | 2:7      |        | ?         |
| 1991/92 | Freundschaftsspiel | Holstein Kiel : Hamburger SV | 3:5      |        | ?         |
| 2001/02 | Freundschaftsspiel | Holstein Kiel : Hamburger SV | 1:2      |        | ?         |
| 2012/13 | Freundschaftsspiel | Holstein Kiel : Hamburger SV | 1:1      |        | 6.085     |
| 2015/16 | Freundschaftsspiel | Holstein Kiel : Hamburger SV | 1:2      |        | 8.986     |
| 2017/18 | Freundschaftsspiel | Holstein Kiel : Hamburger SV | 5:3      |        | 6.000     |
| 2024/25 | Freundschaftsspiel | Hamburger SV : Holstein Kiel | 0:1      |        | 0keine    |

## Weitere Begegnungen

### Holstein Kiel – Hamburger SV II
| Saison  | Wettbewerb         | Paarung                         | Ergebnis | Sieger | Zuschauer |
| ------- | ------------------ | ------------------------------- | -------- | ------ | --------- |
| 1964/65 | 1. Runde NFV-Pokal | Hamburger SV II : Holstein Kiel | 1:2      |        | .0750     |
| 1989/90 | Oberliga Nord      | Hamburger SV II : Holstein Kiel | 2:2      |        | .0785     |
| 1989/90 | Oberliga Nord      | Holstein Kiel : Hamburger SV II | 1:1      |        | .0800     |
| 1990/91 | Oberliga Nord      | Holstein Kiel : Hamburger SV II | 0:0      |        | 1.000     |
| 1990/91 | Oberliga Nord      | Hamburger SV II : Holstein Kiel | 1:0      |        | .0356     |
| 1991/92 | Oberliga Nord      | Holstein Kiel : Hamburger SV II | 1:1      |        | .0450     |
| 1991/92 | Oberliga Nord      | Hamburger SV II : Holstein Kiel | 1:0      |        | .0132     |
| 1992/93 | Oberliga Nord      | Holstein Kiel : Hamburger SV II | 3:1      |        | .0802     |
| 1992/93 | Oberliga Nord      | Hamburger SV II : Holstein Kiel | 1:2      |        | .0567     |
| 1993/94 | Oberliga Nord      | Hamburger SV II : Holstein Kiel | 2:1      |        | .0249     |
| 1993/94 | Oberliga Nord      | Holstein Kiel : Hamburger SV II | 4:1      |        | .0265     |
| 1994/95 | Regionalliga Nord  | Hamburger SV II : Holstein Kiel | 2:0      |        | .0558     |
| 1994/95 | Regionalliga Nord  | Holstein Kiel : Hamburger SV    | 4:0      |        | .0262     |
| 1995/96 | Regionalliga Nord  | Hamburger SV II : Holstein Kiel | 3:0      |        | .0311     |
| 1995/96 | Regionalliga Nord  | Holstein Kiel : Hamburger SV II | 2:2      |        | .0250     |
| 1998/99 | Regionalliga Nord  | Hamburger SV II : Holstein Kiel | 1:1      |        | .0370     |
| 1998/99 | Regionalliga Nord  | Holstein Kiel : Hamburger SV II | 2:1      |        | 1.362     |
| 1999/00 | Regionalliga Nord  | Hamburger SV II : Holstein Kiel | 1:0      |        | .0400     |
| 1999/00 | Regionalliga Nord  | Holstein Kiel : Hamburger SV II | 2:3      |        | 1.024     |
| 2000/01 | Oberliga Nord      | Holstein Kiel : Hamburger SV II | 1:1      |        | .000?     |
| 2000/01 | Oberliga Nord      | Hamburger SV II : Holstein Kiel | 0:3      |        | .000?     |
| 2002/03 | Regionalliga Nord  | Hamburger SV II : Holstein Kiel | 0:3      |        | .0500     |
| 2002/03 | Regionalliga Nord  | Holstein Kiel : Hamburger SV II | 1:1      |        | 2.800     |
| 2003/04 | Regionalliga Nord  | Hamburger SV II : Holstein Kiel | 1:1      |        | .0500     |
| 2003/04 | Regionalliga Nord  | Holstein Kiel : Hamburger SV II | 2:0      |        | 1.800     |
| 2004/05 | Regionalliga Nord  | Holstein Kiel : Hamburger SV II | 0:2      |        | 4.000     |
| 2004/05 | Regionalliga Nord  | Hamburger SV II : Holstein Kiel | 1:1      |        | .0600     |
| 2005/06 | Regionalliga Nord  | Hamburger SV II : Holstein Kiel | 3:0      |        | 1.700     |
| 2005/06 | Regionalliga Nord  | Holstein Kiel : Hamburger SV II | 2:0      |        | 4.400     |
| 2006/07 | Regionalliga Nord  | Hamburger SV II : Holstein Kiel | 0:0      |        | .0900     |
| 2006/07 | Regionalliga Nord  | Holstein Kiel : Hamburger SV II | 1:0      |        | 4.600     |
| 2008/09 | Regionalliga Nord  | Holstein Kiel : Hamburger SV II | 2:1      |        | 2.500     |
| 2008/09 | Regionalliga Nord  | Hamburger SV II : Holstein Kiel | 0:2      |        | 1.100     |
| 2010/11 | Regionalliga Nord  | Hamburger SV II : Holstein Kiel | 1:2      |        | 1.100     |
| 2010/11 | Regionalliga Nord  | Holstein Kiel : Hamburger SV II | 0:0      |        | 1.900     |
| 2011/12 | Regionalliga Nord  | Hamburger SV II : Holstein Kiel | 0:1      |        | .0800     |
| 2011/12 | Regionalliga Nord  | Holstein Kiel : Hamburger SV II | 3:1      |        | 3.900     |
| 2012/13 | Regionalliga Nord  | Holstein Kiel : Hamburger SV II | 6:1      |        | 3.500     |
| 2012/13 | Regionalliga Nord  | Hamburger SV II : Holstein Kiel | 0:0      |        | 1.400     |

### Holstein Kiel II – Hamburger SV II
| Saison  | Wettbewerb        | Paarung                            | Ergebnis | Sieger | Zuschauer |
| ------- | ----------------- | ---------------------------------- | -------- | ------ | --------- |
| 2018/19 | Regionalliga Nord | Holstein Kiel II : Hamburger SV II | 3:2      |        | 609       |
| 2018/19 | Regionalliga Nord | Hamburger SV II : Holstein Kiel II | 2:0      |        | 160       |
| 2019/20 | Regionalliga Nord | Hamburger SV II : Holstein Kiel II | 6:0      |        | 300       |
| 2019/20 | Regionalliga Nord | Holstein Kiel II : Hamburger SV II | 1:0      |        | 132       |
| 2020/21 | Regionalliga Nord | Holstein Kiel II : Hamburger SV II | 1:3      |        | 0         |
| 2020/21 | Regionalliga Nord | Hamburger SV II : Holstein Kiel II | 0Abbr.   |        | –         |
| 2021/22 | Regionalliga Nord | Holstein Kiel II : Hamburger SV II | 3:1      |        | 040       |
| 2021/22 | Regionalliga Nord | Hamburger SV II : Holstein Kiel II | 0:3      |        | 0         |
| 2022/23 | Regionalliga Nord | Hamburger SV II : Holstein Kiel II | 4:0      |        | 125       |
| 2022/23 | Regionalliga Nord | Holstein Kiel II : Hamburger SV II | 2:2      |        | 080       |
| 2023/24 | Regionalliga Nord | Holstein Kiel II : Hamburger SV II | 4:1      |        | 140       |
| 2023/24 | Regionalliga Nord | Hamburger SV II : Holstein Kiel II | 2:3      |        | 150       |
| 2024/25 | Regionalliga Nord | Hamburger SV II : Holstein Kiel II | 2:1      |        | 220       |
| 2024/25 | Regionalliga Nord | Holstein Kiel II : Hamburger SV II | 2:0      |        | 155       |

## Bilanz
| Wettbewerb                                  | Spiele | Siege der KSV | Remis  | Siege des HSV | Tore der KSV | Tore des HSV |
| ------------------------------------------- | ------ | ------------- | ------ | ------------- | ------------ | ------------ |
| Norddeutsche Fußballmeisterschaft (1906-33) | 016    | 001           | 004    | 011           | 017          | 047          |
| Gauliga Nordmark (als Liga I 1933-42)       | 016    | 003           | 002    | 011           | 035          | 054          |
| Oberliga Nord (als Liga I 1947-63)          | 030    | 006           | 002    | 022           | 041          | 095          |
| 2. Fußball-Bundesliga (seit 1974)           | 012    | 005           | 006    | 001           | 021          | 013          |
| Tschammerpokal/DFB-Pokal (seit 1935)        | 002    | 001           | 000    | 001           | 002          | 006          |
| NFV-Pokal (1924-27 & 1952-73)               | 004    | 000           | 000    | 004           | 006          | 017          |
| Freundschaftsspiele seit 1919               | 053    | 014           | 010    | 029           | 104          | 150          |
| Gesamt                                      | 133    | 000030        | 000024 | 000079        | 226          | 382          |

Anmerkung:
Die Bilanz berücksichtigt nur Spiele zwischen den ersten Herrenmannschaften beider Vereine seit der ersten Begegnung im Jahr 1919.
Es existieren weitere Artikel zur Gesamtbilanz, welche zu ihrem Erscheinungsdatum leicht abweichen von der hier aufgeführten aktualisierten Gesamtbilanz. Zur Komplettierung sind diese mit Quelle hier aufgelistet:
- 1. Bilanz Artikel zum Zeitpunkt 8. April 2022: 125 Spiele, 25 Holstein Siege, 23 Unentschieden und 77 HSV Siege[29]

- 2. Bilanz Artikel zum Zeitpunkt 18. Dezember 2018: 118 Spiele, 25 Holstein Siege,  17 Unentschieden und 76 HSV Siege[30]

- 3. Bilanz Artikel zum Zeitpunkt 1. August 2018: 115 Spiele, 22 Holstein Siege,  17 Unentschieden und 76 HSV Siege[31]

Stand: September 2024